# إميل بينوا
إميل بينوا هو مغن مؤلف وصياد سمك كندي، ولد في 24 مارس 1913 في Black Duck Brook and Winterhouse, Newfoundland and Labrador ‏ في كندا، وتوفي في 2 سبتمبر 1992 في ستيفنفيل ‏ في كندا.

## وصلات خارجية
- إميل بينوا على موقع ميوزك برينز (الإنجليزية)
- إميل بينوا على موقع ديسكوغز (الإنجليزية)